# Ferrovia Altona-Blankenese-Wedel
La ferrovia Altona-Blankenese-Wedel è una linea ferroviaria tedesca.

## Caratteristiche

### Percorso
|  | Unknown route-map component "tSTR" |

|  | Unknown route-map component "tBHF" |

| 5,9 |
| 1,0 |

|  | Unknown route-map component "tSTRe" |

|  | Unknown route-map component "ABZgr" |

|  | Stop on track |

|  | Unknown route-map component "ABZg+r" |

|  | Unknown route-map component "SKRZ-Ao" |

|  | Station on track |

|  | Station on track |

|  | Stop on track |

| Unknown route-map component "STR+l" | Unknown route-map component "ABZg+r" |

| Straight track | End station |

| Stop on track |

| Station on track |

| Stop on track |

| Unknown route-map component "eABZg+l" |

| Unknown route-map component "eBHF" |

| Non-passenger station/depot on track |

| End station |

### Esplicative
1. ↑  Abbreviazione di Abzweig, "bivio".
2. ↑  Abbreviazione di Überleitstelle, "posto di comunicazione".
3. ↑  Abbreviazione di Wedel (Holstein).

### Bibliografiche
1. ↑  (DE) Eisenbahnatlas Deutschland. Ausgabe 2009/2010, Schweers + Wall, 2009, ISBN 978-3-89494-139-0.